# بازی‌های آسیایی ۱۹۷۴ (تمبر)
تمبر یادبود بازی‌های آسیایی ۱۹۷۴ تمبری است از نوع یادبود که به مناسبت بازی‌های آسیایی ۱۹۷۴ و در سال ۱۳۵۳ خورشیدی، در ۲ سری چاپ گردید. این تمبر توسط پست ایران منتشر گردید.